# Jacamerops aureus
Jacamerops aureus là một loài chim trong họ Galbulidae.
Loài này được đặt trong chi đơn loài Jacamerops. Loài chim này được tìm thấy ở Bolivia, Brazil, Colombia, Costa Rica, Ecuador, Guiana thuộc Pháp, Guyana, Panama, Peru, Suriname, và Venezuela, nơi mà môi trường sống tự nhiên của chúng là rừng đất thấpcận nhiệt đới và nhiệt đới ẩm.